# میشا زالینیان
میکائیل (میشا) گارگینی زالینیان (ارمنی: Միքայել (Միշա) Գարեգինի Զալինյան؛  زادهٔ ۲۴ مهٔ ۱۹۳۰ - ) یک شیمی‌دان و استاد اهل ارمنستان بود.

## زندگی‌نامه
در ۲۴ مهٔ ۱۹۳۰ در گتاوان به دنیا آمد و از دانشگاه دولتی ایروان (۱۹۵۲) فارغ‌التحصیل شد. وی در دانشگاه دولتی ایروان و دانشگاه دولتی اقتصاد ارمنستان فعالیت کرده است. وی همچنین برنده دانشمند شایسته جمهوری ارمنستان (۲۰۱۰) شده است.

## یادداشت
1. ↑  քիմիական գիտությունների դոկտոր